# Yukon (circonscription fédérale)
Pour les articles homonymes, voir Yukon (homonymie).
Circonscription électorale fédérale du Canada
Yukon est une circonscription électorale fédérale du Canada qui comprend le territoire entier du Yukon.
Les circonscriptions limitrophes sont Territoires du Nord-Ouest, Prince George—Peace River et Skeena—Bulkley Valley.

## Historique
La circonscription de Yukon a été créée en 1901. Abolie en 1947, elle fut fusionnée à Yukon—Mackenzie River à laquelle une partie des Territoires du Nord-Ouest fut jointe. Yukon réapparut en 1952 d'une partie de Yukon—Mackenzie River.

## Députés
1902 - 1949
| Législature                              | Années    | Député                    | Député                     | Parti                 |
| ---------------------------------------- | --------- | ------------------------- | -------------------------- | --------------------- |
| Yukon                                    |           |                           |                            |                       |
| 9e                                       | 1902–1904 |                           | James Hamilton Ross        | Libéral               |
| 10e                                      | 1904–1908 |                           | Alfred Thompson            | Conservateur          |
| 11e                                      | 1908–1911 |                           | Frederick Tennyson Congdon | Libéral               |
| 12e                                      | 1911–1917 |                           | Alfred Thompson (2)        | Conservateur          |
| 13e                                      | 1917–1921 | Unioniste                 | Alfred Thompson (2)        |                       |
| 14e                                      | 1921–1925 | George Black              | Conservateur               |                       |
| 15e                                      | 1925–1926 | George Black              | Conservateur               |                       |
| 16e                                      | 1926–1930 | George Black              | Conservateur               |                       |
| 17e                                      | 1930–1935 | George Black              | Conservateur               |                       |
| 18e                                      | 1935–1940 |                           | Martha Black               | Indépendant           |
| 19e                                      | 1940–1945 |                           | George Black               | Gouvernement national |
| 20e                                      | 1940–1949 | Progressiste-conservateur | George Black               |                       |
| Redistribuée parmi Yukon—Mackenzie River |           |                           |                            |                       |

1953-........
| Législature                      | Années       | Député         | Député               | Parti                     |
| -------------------------------- | ------------ | -------------- | -------------------- | ------------------------- |
| Recréée de Yukon—Mackenzie River |              |                |                      |                           |
| 22e                              | 1953–1957    |                | James Aubrey Simmons | Libéral                   |
| 23e                              | 1957–1957    |                | James Aubrey Simmons | Libéral                   |
| 23e                              | 1957-1958    |                | Erik Nielsen         | Progressiste-conservateur |
| 24e                              | 1958–1962    |                | Erik Nielsen         | Progressiste-conservateur |
| 25e                              | 1962–1963    |                | Erik Nielsen         | Progressiste-conservateur |
| 26e                              | 1963–1965    |                | Erik Nielsen         | Progressiste-conservateur |
| 27e                              | 1965–1968    |                | Erik Nielsen         | Progressiste-conservateur |
| 28e                              | 1968–1972    |                | Erik Nielsen         | Progressiste-conservateur |
| 29e                              | 1972–1974    |                | Erik Nielsen         | Progressiste-conservateur |
| 30e                              | 1974–1979    |                | Erik Nielsen         | Progressiste-conservateur |
| 31e                              | 1979–1980    |                | Erik Nielsen         | Progressiste-conservateur |
| 32e                              | 1980–1984    |                | Erik Nielsen         | Progressiste-conservateur |
| 33e                              | 1984–1987    |                | Erik Nielsen         | Progressiste-conservateur |
| 33e                              | 1987-1988    |                | Audrey McLaughlin    | Néo-démocrate             |
| 34e                              | 1988–1993    |                | Audrey McLaughlin    | Néo-démocrate             |
| 35e                              | 1993–1997    |                | Audrey McLaughlin    | Néo-démocrate             |
| 36e                              | 1997–2000    | Louise Hardy   |                      | Néo-démocrate             |
| 37e                              | 2000–2004    |                | Larry Bagnell        | Libéral                   |
| 38e                              | 2004–2006    |                | Larry Bagnell        | Libéral                   |
| 39e                              | 2006–2008    |                | Larry Bagnell        | Libéral                   |
| 40e                              | 2008–2011    |                | Larry Bagnell        | Libéral                   |
| 41e                              | 2011–2015    |                | Ryan Leef            | Conservateur              |
| 42e                              | 2015–2019    |                | Larry Bagnell (2)    | Libéral                   |
| 43e                              | 2019–2021    |                | Larry Bagnell (2)    | Libéral                   |
| 44e                              | 2021–2025    | Brendan Hanley |                      | Libéral                   |
| 45e                              | 2025–Présent | Brendan Hanley |                      | Libéral                   |

## Résultats électoraux
|       | Candidat           | Parti        | # de voix | % des voix |
|       | (X) Ryan Leef      | Conservateur | +04 800,  | 24,02 %    |
|       | Larry Bagnell      | Libéral      | +10 715,  | 53,62 %    |
|       | Melissa Atkinson   | NPD          | +03 890,  | 19,47 %    |
|       | Frank de Jong (en) | Vert         | +00577,   | 2,89 %     |
| Total | Total              | Total        | 19 982    | 100 %      |

|       | Candidat       | Parti        | # de voix | % des voix |
|       | (X) Ryan Leef  | Conservateur | +05 422,  | 33,77 %    |
|       | Larry Bagnell  | Libéral      | +05 290,  | 32,95 %    |
|       | Kevin Barr     | NPD          | +02 308,  | 14,37 %    |
|       | John Streicker | Vert         | +03 037,  | 18,91 %    |
| Total | Total          | Total        | 16 057    | 100 %      |

|       | Candidat          | Parti        | # de voix | % des voix |
|       | Darrell Pasloski  | Conservateur | +04 758,  | 32,79 %    |
|       | (X) Larry Bagnell | Libéral      | +06 567,  | 45,26 %    |
|       | Ken Bolton        | NPD          | +01 306,  | 9 %        |
|       | John Streicker    | Vert         | +01 880,  | 12,96 %    |
| Total | Total             | Total        | 14 511    | 100 %      |